# DN5C
De DN5C (Drum Național 5C of Nationale weg 5C) is een weg in Roemenië. Hij loopt van Giurgiu naar Zimnicea. De weg is 59 kilometer lang.